# Élections constituantes de 1946 en Eure-et-Loir
Les élections constituantes françaises de 1946 se tiennent le 2 juin. Ce sont les deuxièmes élections constituantes, après le rejet du projet de Constitution française du 19 avril 1946 lors du référendum du 5 mai.

## Mode de scrutin
L'assemblée constituante est composée de 586 sièges pourvus au scrutin proportionnel plurinominal suivant la règle de la plus forte moyenne dans chaque département, sans panachage ni vote préférentiel.
Dans le département d'Eure-et-Loir, quatre députés sont à élire.

## Élus
| Député sortant    | Parti | Parti   | Député élu ou réélu | Parti | Parti |
| ----------------- | ----- | ------- | ------------------- | ----- | ----- |
| Maurice Genest    |       | PCF     | Maurice Genest      |       | PCF   |
| Émile Vivier      |       | SFIO    | Émile Vivier        |       | SFIO  |
| Maurice Viollette |       | Rad-soc | Maurice Viollette   |       | UDSR  |
| Pierre July       |       | PRL     | Pierre July         |       | PRL   |

## Résultats

### Résultats à l'échelle du département
| Parti    | Parti    | Tête de liste     | Résultats | Résultats | Sièges |  |
| Parti    | Parti    | Tête de liste     | Voix      | %         |        |  |
| -------- | -------- | ----------------- | --------- | --------- | ------ |  |
|          | PRL      | Pierre July       | 38 014    | 29,64     | 1      |  |
|          | PCF      | Maurice Genest    | 27 518    | 21,47     | 1      |  |
|          | RGR      | Maurice Viollette | 26 683    | 20,82     | 1      |  |
|          | SFIO     | Émile Vivier      | 19 118    | 15,23     | 1      |  |
|          | MRP      | Pierre Moreau     | 16 745    | 13,06     | -      |  |
|          |          |                   |           |           |        |  |
| Inscrits | Inscrits | Inscrits          | 156 632   | 100,00    | 4      |  |
| Votants  | Votants  | Votants           | 130 219   | 83,14     |        |  |
| Exprimés | Exprimés | Exprimés          | 128 203   | 98,45     |        |  |